# MTU Aero Engines
MTU Aero Engines Holding AG, sigla di Motoren- und Turbinen-Union, è la principale azienda tedesca operante nel campo della produzione di motori aeronautici per aerei ed elicotteri e nel settore MRO.

## Storia
Nel 1954, la BMW costituì BMW Studienge-sellschaft für Triebwerkbau GmbH per la ripresa della produzione di motori aerei in Germania Ovest. L'azienda nel 1957 assunse il nome BMW Triebwerkbau GmbH iniziando la produzione su licenza del turbogetto General Electric J79-11A per il caccia intercettore F-104 Starfighter.
Nel 1960, Maschinenfabrik Augsburg-Nürnberg AG (MAN) ha acquisito il 50% di BMW Triebwerkbau GmbH, acquisendo il restante 50% nel 1965, unificandola con MAN Turbomotoren GmbH costituendo MAN Turbo GmbH. acquisendo le licenze di costruzione per i motori dell'aereo da pattugliamento marittimo per ricognizione e per la lotta antisommergibile Breguet Atlantic e per l'aereo militare da trasporto C-160 Transall1.
Nell'autunno 1968, MAN Turbo e Daimler-Benz costituirono Entwicklungsgesellschaft für Turbomotoren GmbH, una joint venture al 50% tra le due società che nel 1969 assunse la denominazione Motoren- und Turbinen-Union München GmbH. MAN Turbo rimase una divisione separata di MAN AG.
La MTU venne scissa in due società: MTU München per la costruzione di motori da aereo e MTU Friedrichshafen per la costruzione di motori diesel.
Nel 1971, MTU München fino ad allora impiegata nella costruzione di motori per aerei militari inizio a diversificare la produzione per la propulsione per aerei civili con la costruzione in collaborazione con General Electric del motore a reazione CF6-50 che equipaggiava uno dei primi Airbus l'A300B2.
Alla fine degli anni settanta MTU diversifica la sua attività nella manutenzione con la costituzione nel 1979 di MTU Maintenance Hannover.
Nel 1983 MTU partecipa con una quota del 12% a International Aero Engines, una joint venture costituita per la realizzazione del motore a reazione V2500 destinato ad equipaggiare i nuovi Airbus A320 e successivamente il McDonnell Douglas MD-80 e l'Embraer KC-390.
Nel 1985 MAN AG cedette il 50% della sua partecipazione in MTU à Daimler-Benz che divenne unico proprietario.
Il 19 maggio 1989 venne costituita DaimlerChrysler Aerospace AG', o DASA, che unificava le attività dell'industria aeronautica tedesca con la fusione del settore aerospaziale della Daimler-Benz con la MTU, Dornier e due divisioni aeronautiche della AEG, che nel luglio del 1989 vennero incorporate nella Deutsche Aerospace per dare origine alla Telefunken Systemtechnik (TST), cui seguì nel dicembre dello stesso anno l'acquisizione da parte di Daimler-Benz di MBB.
Tra il 1992 e il 1995 MTU venne duramente toccata dal taglio su scala mondiale per cui l'azienda incrementando le attività di manutenzione con nuove sedi create a Berlino, in Polonia, in Cina e in Canada. Nel luglio 2000 DaimlerChrysler Aerospace si è fusa con Aérospatiale-Matra e CASA per formare la EADS. raggruppando è stata la precedente sussidiaria nel settore aerospaziale di Daimler-Benz AG (poi DaimlerChrysler) dal 1989. Nel luglio 2000 DaimlerChrysler Aerospace, senza MTU si è fusa con la francese Aérospatiale-Matra e la spagnola CASA per formare EADS con MTU che venne separata da DASA restando far parte di DaimlerChrysler rinominata MTU Aero Engines.
Nel 2004 MTU venne venduta da DaimlerChrysler alla private equity KKR, che nel 2005 rivendette le sue quote alla MDAX, la Borsa di Francoforte.
Nel 2013 la MTU Aero Engines ha vinto il premio Innovationspreis der deutschen Wirtschaft nella categoria grandi industrie per lo sviluppo della turbina a bassa pressione del Pratt & Whitney PW1000G..
Nell'aprile 2013 il già responsabile delle finanze Reiner Winkler diventa dal 1º gennaio 2014 presidente della MTU Aero Engines AG. Egon Behle non fu più disponibile ad un prolungamento del contratto.

## Produzione motori aeronautici

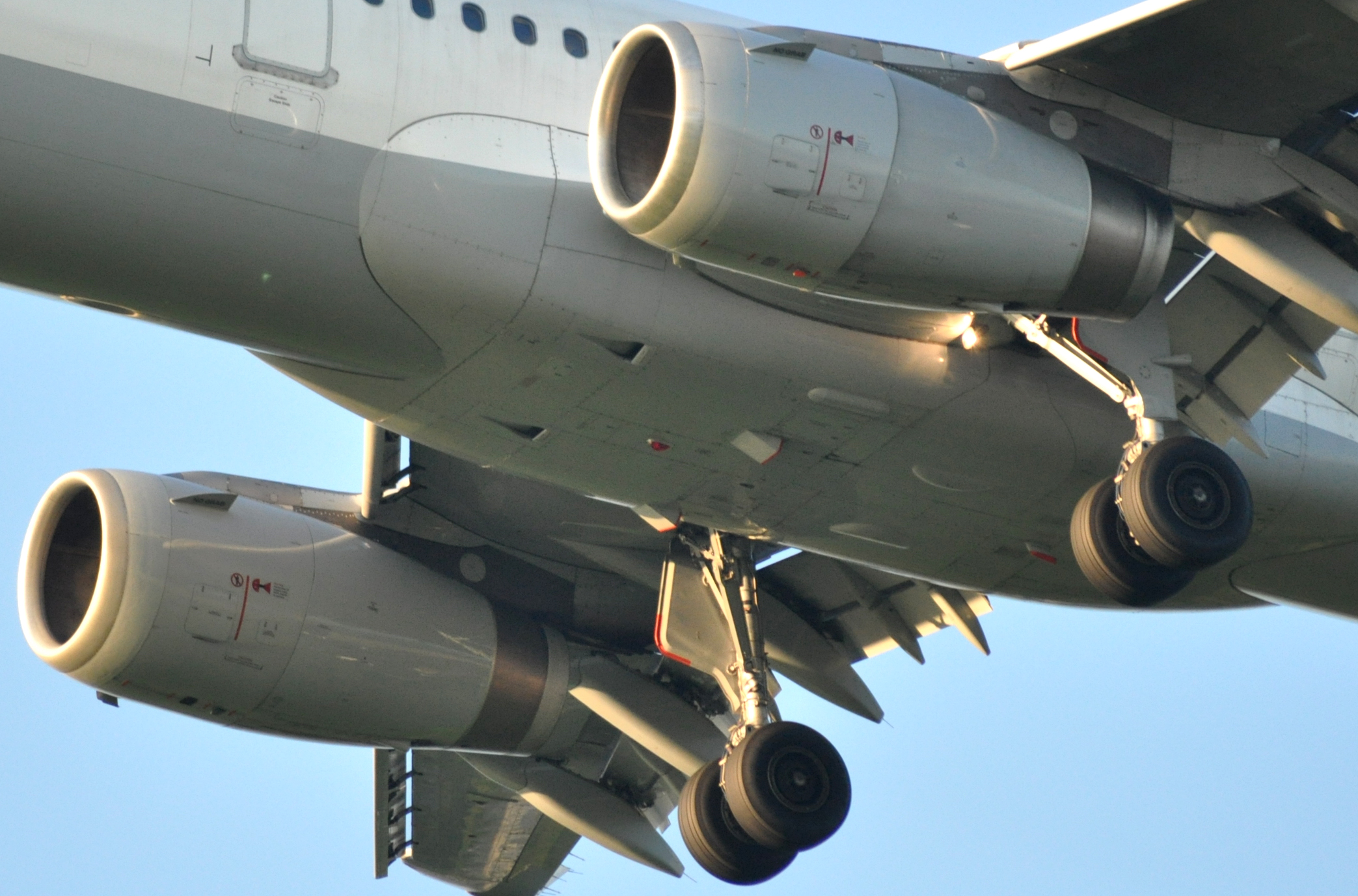
Motore V2500 su un Lufthansa Airbus A321

MTU Aero Engines è principalmente attiva nella produzione di motori per aeromobili ed elicotteri all'interno di consorzi formati con altre grosse aziende europee ed americane. Generalmente, un consorzio di tale tipo viene formato per lo sviluppo e la costruzione di grandi motori: la vita di ognuno di questi progetti varia da due a dieci anni.
Nel ramo civile ad esempio con la International Aero Engines, costruttrice del V2500. Impiegato sul McDonnell Douglas MD-90 e sul Airbus A320. Nella famiglia Airbus A320 vengono usati modelli da 110 kN a 150 kN (Versioni A1 e A5/A5Select). Sul McDonnell Douglas MD-90 viene impiegato il V2500-D5-Derivat fino al 2000 anno dell'introduzione di propulsione specifica.

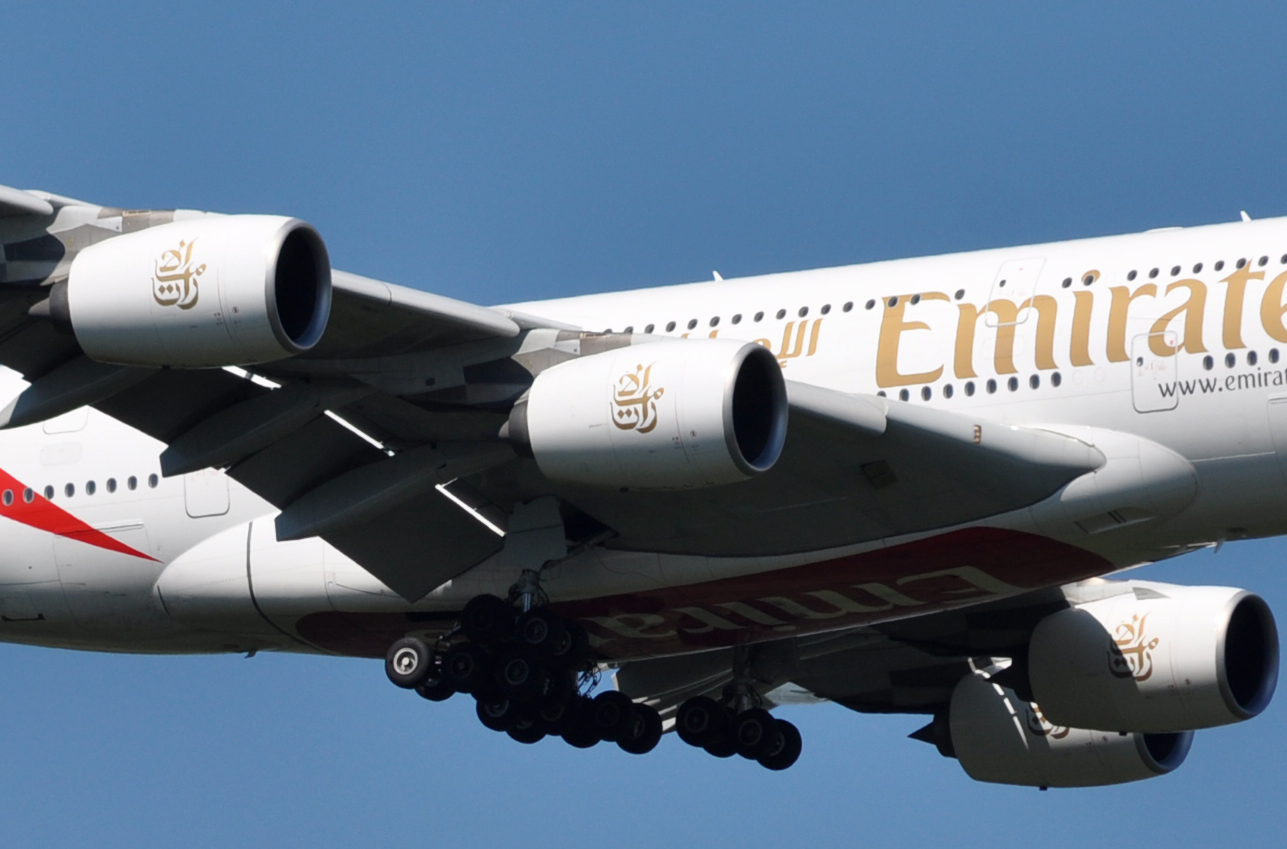
Quattro GP7000 su un Airbus A380

Un consorzio specifico, Engine Alliance, fornisce i motori GP7000 per il velivolo Airbus A380. Per questo specifico progetto viene realizzato la metà dei propulsori necessari. Il motore si basa sul GE90 e sul Pratt & Whitney PW4000. La società Engine Alliance è a controllo della General Electric e Pratt & Whitney. Per la MTU Aero Engines si conta la maggior quota di motori uso civile in produzione, il 22,5% tra i costruttori attivi al mondo.

### Progetti civili
Diversi sono i progetti che vedono impegnata la MTU Aero Engines in ambito civile:
- Pratt & Whitney PW4000: Costruttore la statunitense Pratt & Whitney. Il motore ha capacità di spinta tra 84.600 e 98.000 libbre.
- Pratt & Whitney PW6000: Dal 1998 viene prodotto questo motore con Pratt & Whitney e la variante per l'Airbus A318.
- Pratt & Whitney PW2000: Il PW2000 è uno dei più piccoli motori per uso civile come sul Boeing 757 e il militare Boeing C-17. Dal 1979 sviluppato dalla MTU nella turbina a bassa pressione e nel corpo scarico turbina.
- Pratt & Whitney PW1000G
- Pratt & Whitney Canada PW800: Un doppio albero e doppio generatore elettrico. Della famiglia PurePower® per velivoli medi, da 10.000 a 20.000 libbre di spinta.
- Pratt & Whitney Canada PW500 e Pratt & Whitney Canada PW300: Doppio albero-doppio generatore elettrico per velivoli medi.
- General Electric GEnx: Il motore GEnx è la nuova generazione di motori del costruttore americano. Basato sul General Electric GE90 e il successore del General Electric CF6.
- General Electric CF6: Il CF6 è un bialbero doppio generatore elettrico per velivoli della Airbus e della Boeing, come l'Airbus A300 e l'Airbus A330 così come il Boeing 747 e il Boeing 767. La MTU è nel programma dal 1972 nei vari componenti il motore come la turbina ad alta pressione e il compressore.
- Pratt & Whitney JT8D: Con il motore si raggiungono i 96,5 kN di spinta per velivoli come il McDonnell Douglas MD-80.

Motori per aerei civili
- Engine Alliance GP7200
  - Airbus A380
- Pratt & Whitney PW6000
  - Airbus A318
- International Aero Engines V2500
  - Airbus A319
  - Airbus A320
  - Airbus A321
  - McDonnell Douglas MD-90
- Pratt & Whitney PW4000
  - Boeing 777-200
  - Boeing 777-300

### Progetti militari
- MTR GmbH, produce il motore MTR390 che equipaggia l'elicottero d'attacco Eurocopter Tiger.
- Europrop International, produce il motore Europrop TP400 per l'Airbus A400M.
- Turbo Union ha prodotto il motore RB199 per il Panavia Tornado.
- Eurojet, produce il motore EJ200 per l'Eurofighter Typhoon.